# Фор-Бра, Антуан
Антуан Фор-Бра или Антонио Форбера (фр. Antoine Fort-Bras или итал. Antonio Forbera, (?), Венеция, Венецианская республика (?) — 1690, Авиньон (?), Франция) — французский или венецианский художник, получивший известность работами в жанре обманки (фр. trompe-l’oeil).

## Биография

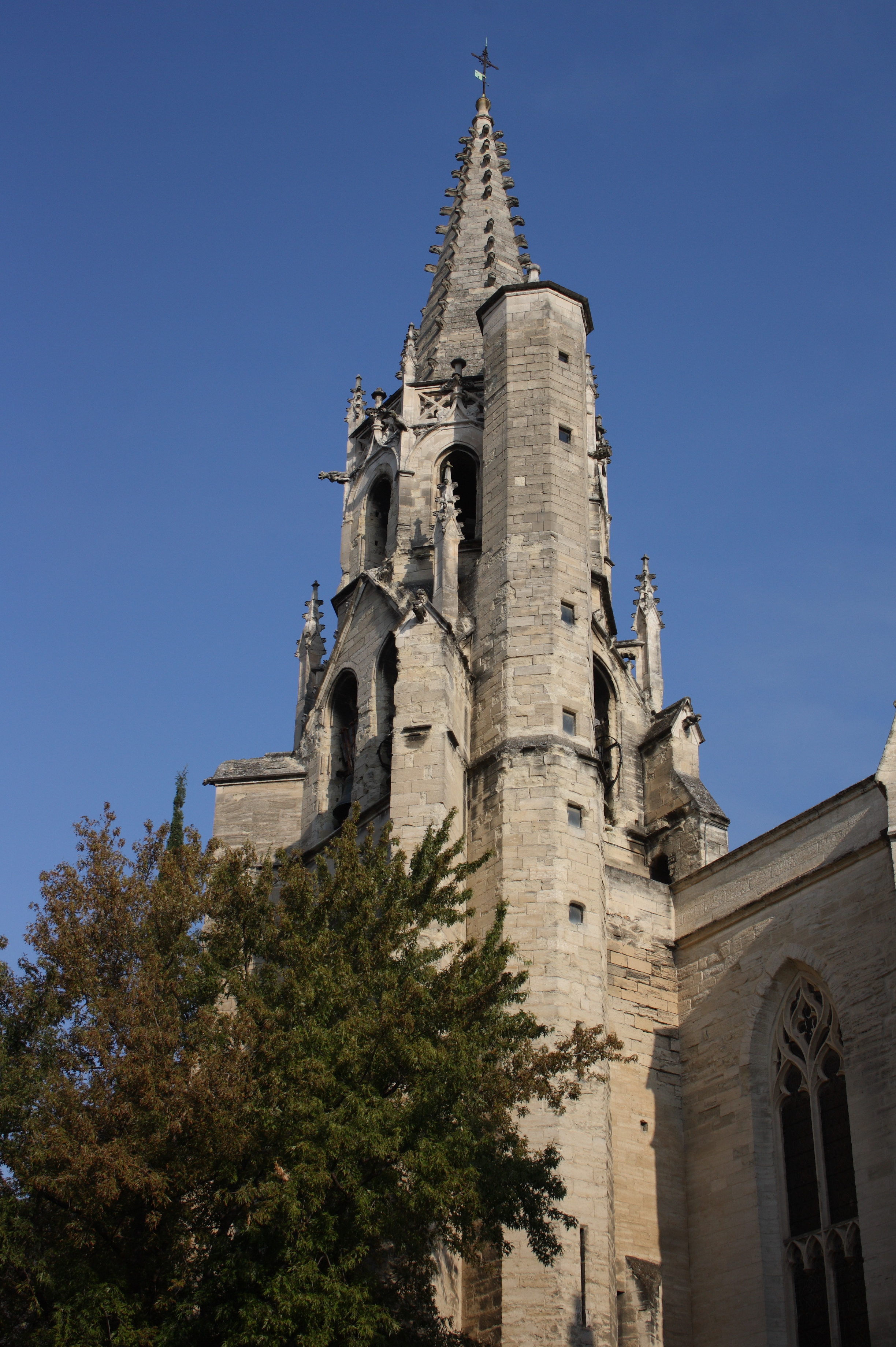
Базилика Святого Петра в Авиньоне

О жизни Антуана Фор-Бра практически ничего неизвестно. Его картины своим происхождением связаны с Авиньоном, где, вероятно, работал художник. Они подписаны инициалами фр. «А. F. B.». Датский искусствовед Олаф Кёстер считал художника итальянцем, работавшим во Франции. Существует предположение, что фамилия художника Фор-Бра может быть переводом итальянской фамилии или прозвища Фортебраччо, распространённого среди художников этого периода из Италии. Достоверно известен только один факт, связанный с художником: он работал в Авиньоне и погиб в этом городе на строительной площадке базилики Святого Петра в результате падения со строительных лесов в 1690 году.
Творчеству художника посвящены несколько статей в крупных искусствоведческих журналах, среди них статья Жоржа де Лои в сборнике «Revue des arts et des musées» (1960, № 1) и статья Пьера Провуайёра в «Le Journal des Arts» (2003, № 171).

## Атрибутируемые произведения

### «Мольберт художника»
Антуану Фор-Бра обычно приписывается авторство картины, находящейся в коллекции Музея Кальве в Авиньоне «Мольберт художника» (фр. «Le Chevalet du peintre», инвентарный номер — 22431). Картина выполнена в технике масляной живописи по холсту. Размер полотна — 161,5 на 94,5 сантиметров. Картина подписана инициалами (лат. «А. F. B. pinxit») и датирована 1686 годом. Она принадлежала картезианскому монастырю в Авиньоне. В 1792 году во время революции последний приор монастыря увёз её в Перн-ле-Фонтен, куда удалился после закрытия монастыря. В его семье полотно находилось до 1930 года. Картина была приобретена во время аукциона в Марселе 23 апреля 1955 года по инициативе Жоржа де Лои, куратора музея Кальве. Она атрибутировалась различными специалистами разным художникам, среди которых французский художник Жан-Франсуа де Ле Мотт — именно его называет возможным автором полотна искусствовед Поль Гаммельбо. Гаммельбо указывает, что имеет смысл принять во внимание целый ряд факторов, которые делают возможным авторство Жана-Франсуа де Ле Мотта: полотно является авторской переработкой картины Корнелиса Норбертуса Гисбрехтса «Обманка с натюрмортом» (из Королевского музея изящных искусств в Копенгагене, была написана для датского короля в 1670 году), при этом создание картин по мотивам оригиналов Гисбрехтса, творчеством которого он восхищался, было характерно для художника из Турне.
На полотне из Авиньона изображено зеркальное отражение картины Никола Пуссена «Царство Флоры» (1631), стоящее на мольберте, а выше — эскиз к ней. Картина основана на «Метаморфозах» и «Фастах» Овидия. Богиня цветов, весны и плодов Флора, окружённая путти, разбрасывая цветы, танцует в центре картины. Аякс бросается на меч, заканчивая жизнь самоубийством. Нарцисс рассматривает своё отражение на зеркальной поверхности воды в сосуде, который держит нимфа Эхо. Изображены также возлюбленные Афродиты Адонис и Аполлона Гиацинт. Каждая фигура (но этого зритель не видит при поверхностном взгляде на картину) сопровождается изображением того цветка, в который персонаж превращается в момент смерти. Историки искусства считают копию «Царства Флоры», изображённую на картине из Авиньона, достаточно слабой с художественной точки зрения. На картине Фор-Бра с «Царством Флоры» соседствуют воспроизведение картины в стиле Давида Тенирса Младшего «Курящий крестьянин» и несколько пейзажных гравюр, одна из которых подписана автографом представителя живописной династии Переллей — Габриеля, а также палитра, свисающая с мольберта. Вторую пейзажную гравюру Катрин Огюст приписывает гравёру Себастьяну Леклерку.
Сохранился рассказ французского историка XVIII века Шарля де Бросса, передающий впечатление от этой картины человека эпохи Просвещения:

«В комнате был мольберт, на котором находилось незавершённое полотно, представляющее „Царство Флоры“, чей оригинал принадлежит Пуссену. Палитра художника и его кисти находились рядом с картиной. Выше, на листе бумаги был эскиз картины, сделанный сангиной… Всё это, как на расстоянии, так и вблизи, показалось мне не заслуживающим того, чтобы задержать на нём взгляд; однако моё удивление было беспрецедентным, когда, желая взять в руки эскиз, я обнаружил, что ошибался и что всё это — единая картина, выполненная маслом… Если бы я мог приобрести эту картину, я бы с радостью отдал десять тысяч франков… Что самое любопытное, так это то, что та часть полотна, которая представляет картину [Пуссена], написана отнюдь не хорошо; видимо, этот человек [автор] обладал лишь талантом копировать и завораживать зрителя»— Шарль де Бросс
Катрин Огюст считает, что Фор-Бра использовал для изображения картины Пуссена эстамп придворного гравёра Людовика XIV Жерара Одрана с «Царства Флоры». Именно поэтому, с точки зрения Одрана, краски, которые использовал сам Фор-Бра для передачи цветовой гаммы картины Пуссена, не соответствуют оригиналу. Сангина же, изображённая выше масляной живописной копии, является самим эстампом, с которого изготовляется копия. Огюст также обратила внимание, что персонажи Пуссена на картине Фор-Бра представлены в гораздо менее откровенных нарядах, чем в оригинале самого Пуссена. Искусствовед предполагает, что причиной могло быть создание картины по заказу картезианского монастыря в Авиньоне, который, возможно, собирался подарить её королю Людовику XIV. Огюст признаёт, что у неё недостаточно документальных свидетельств для подтверждения своей гипотезы.

### Другие картины художника
Кроме «Мольберта художника» известны только две другие работы, отмеченные монограммой «А. F. B.». Среди них «Обманка маркиза де Мони» (фр. «Trompe l'oeil du Marquis de Mauny», размер — 46,5 на 65,5 сантиметра), хранящаяся в частной коллекции. В центре картины гравюра-пейзаж, она слегка порвана в нижней части и сильно помята, по гравюре ползает муха. Вокруг гравюры сгруппированы очки, рисунок на синеватой бумаге с лицом женщины, перо и часы на ленте, свисающей с гвоздя, на котором крепится гравюра. За гравюру заткнуто видимое зрителю лишь наполовину письмо с хорошо читаемой надписью (фр. «A Monsieur / Monsieur le marquis de / Mauny / A Versailles»). Адресатом этого письма, как предполагают искусствоведы, был маркиз Шарль де Мони и де ла Ферте-Имбо (фр. Charles, marquis de Mauny et de la Ferté-Imbault), рыцарь Ордена Святого Духа с 1688 года, умерший в 1716 году. Имя адресата позволяет датировать картину концом XVII века. В верхнем правом углу расположена небольшая картина «Мадонна с младенцем в облаках» болонской школы начала XVII века, круга Аннибале Карраччи, Франческо Альбани или Гверчино.
Необычным в «Обманке маркиза де Мони» является расположение досок фона: они здесь расположены горизонтально, хотя почти всегда на подобных картинах расположение вертикальное.
Ещё одна картина, приписываемая Антуану Фор-Бра, «Три возраста жизни» (фр. «Les trois âges de la vie», размер — 39 X 27 сантиметров, подписана «А. F. B.»), находится в музее французского города Тарба

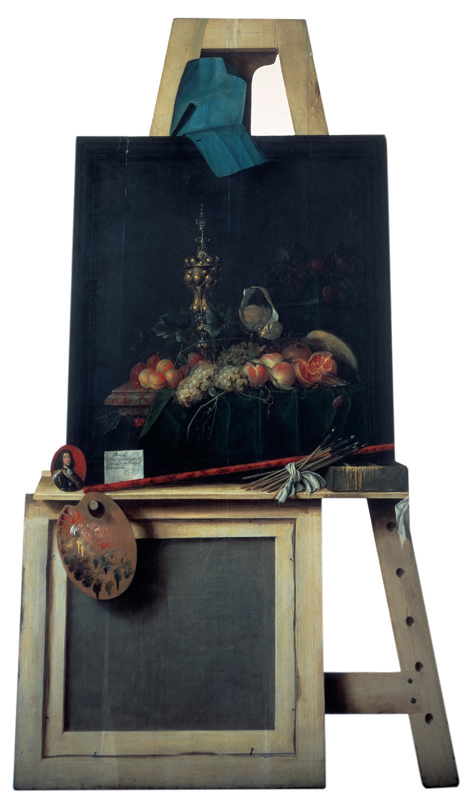
Корнелис Норбертус Гисбрехтс. Обманка с натюрмортом, 1670—1672
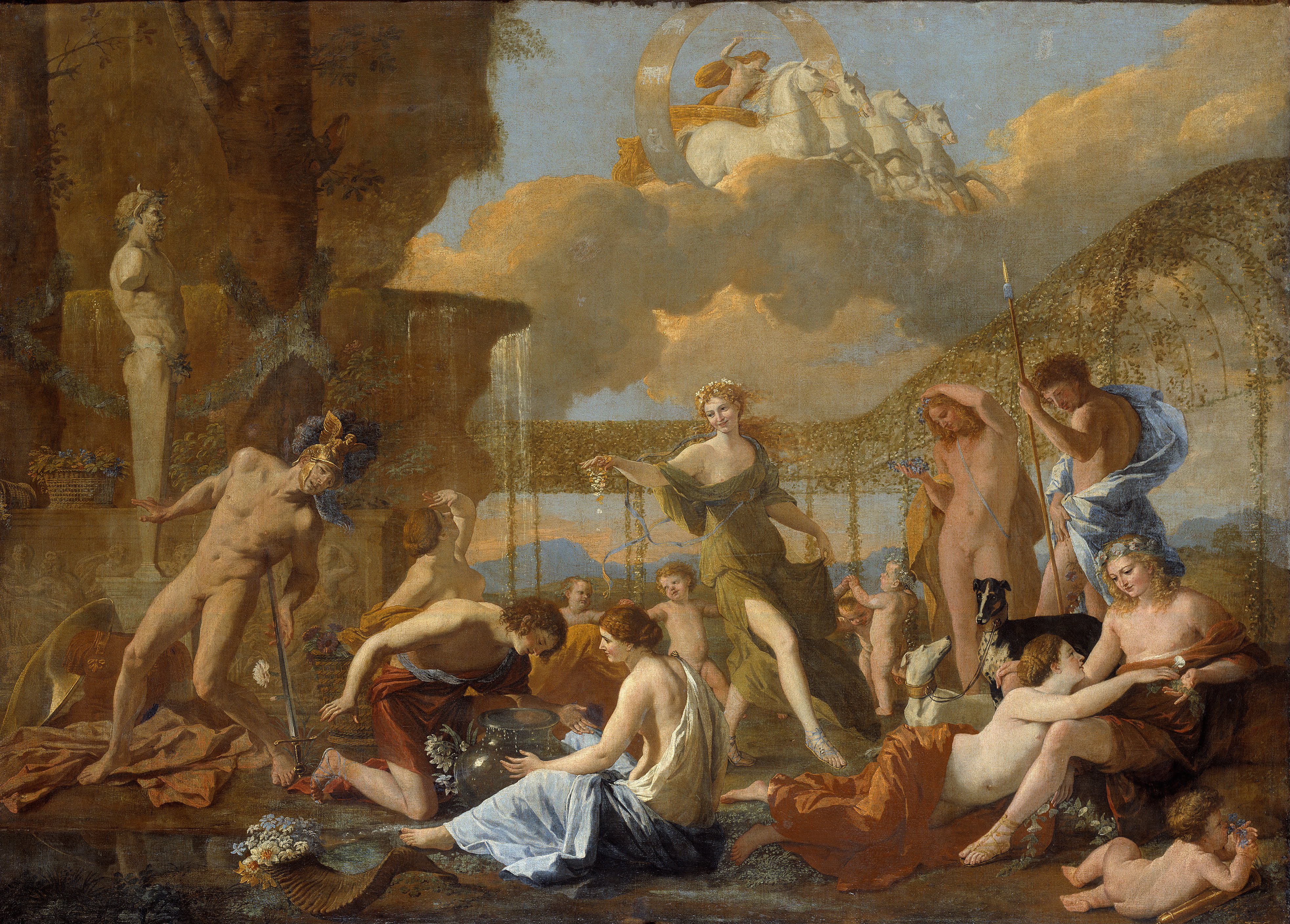
Никола Пуссен. Царство Флоры, 1631
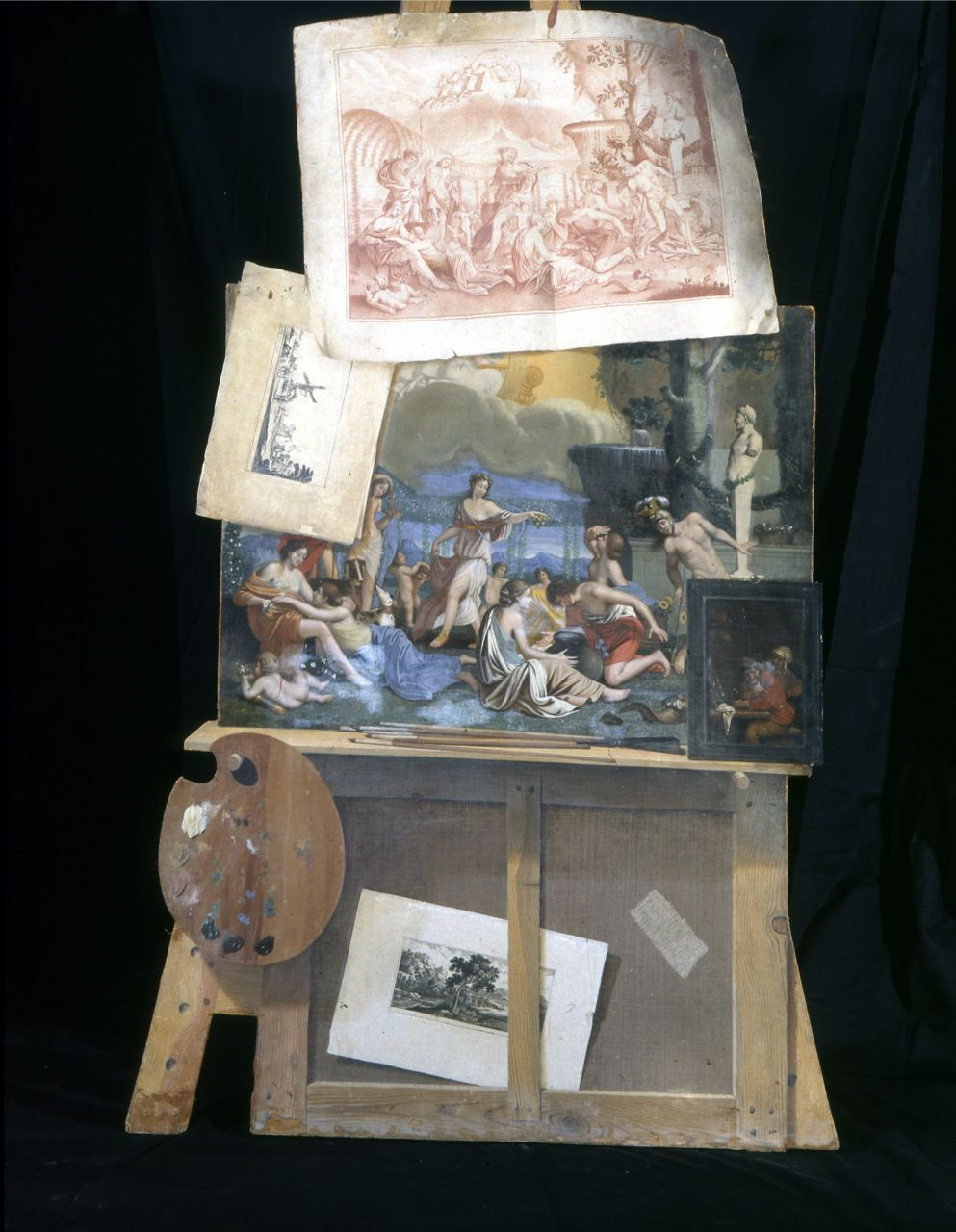
Антуан Фор-Бра или Жан-Франсуа де Ле Мотт. Мольберт художника, 1686
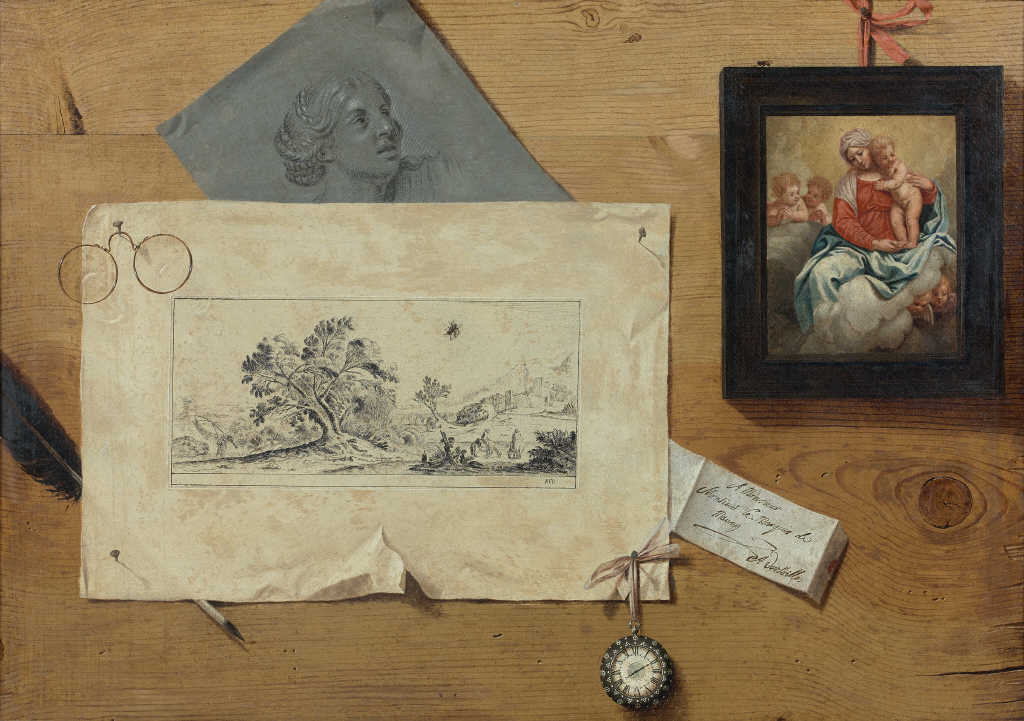
Антуан Фор-Бра. Обманка маркиза де Мони
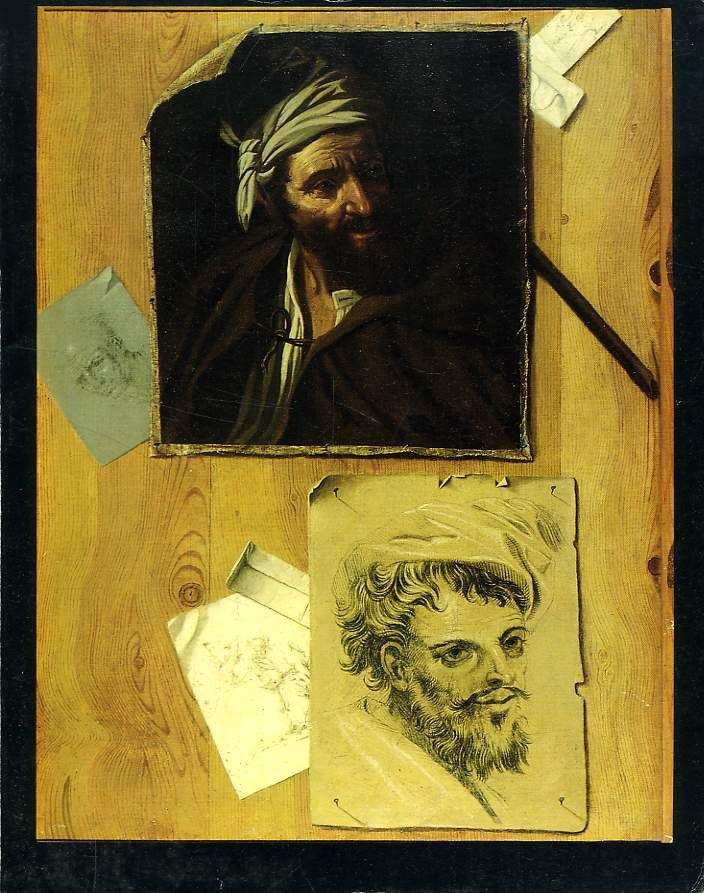
Антуан Фор-Бра. Три возраста жизни